# Luciano Leggio

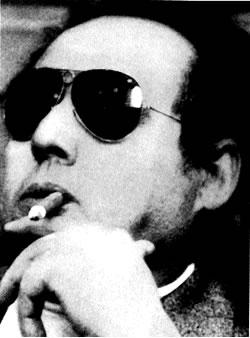
Luciano Leggio

Luciano Leggio (Corleone, 6 januari 1925 – 16 november 1993) was een Italiaans crimineel en een leidend figuur van de Siciliaanse maffia (Cosa Nostra). Hij was het hoofd van de Corleonesi, de maffiafamilie die ontstaan is in het dorpje Corleone. Sommige bronnen spellen zijn achternaam verkeerd als Liggio, een gevolg van een spelfout op gerechtelijke documenten in de jaren zestig.
Hij werd berucht wegens het vermijden van veroordelingen voor een veelheid aan misdaden, waaronder verschillende moorden. In 1974 werd hij gearresteerd en tot levenslang veroordeeld. Op 16 november 1993 overleed hij, op achtenzestigjarige leeftijd, in de gevangenis. Hij overleed aan een hartaanval en is in zijn geboortedorp Corleone begraven.

## Beginjaren
Leggio kwam uit een gezin van tien kinderen, dat in een boerderij in grote armoede leefde. Al in zijn tienerjaren belandde Luciano op het criminele pad en werd op 18-jarige leeftijd voor het eerst veroordeeld voor het stelen van maïs. Zodra hij de zes maanden cel erop had zitten voor deze diefstal, zocht hij degene op die hem bij de politie had aangegeven en vermoordde hem. In 1945, op twintigjarige leeftijd, werd hij dan ook door de toenmalige Don van de familie Corleonesi, Michele Navarra, aangesteld als soldaat van de familie. In datzelfde jaar vermoordde Leggio een boerenknecht en bedreigde de boer. Hij liet hem een overnamecontract tekenen onder bedreiging van een vuurwapen en nam zo de boerderij volledig over.
Menig pentito beschreef Leggio als zeer agressief of gewelddadig, ijdel en belerend. De vele moorden die op zijn naam staan, getuigen alvast van zijn gewelddadigheid en het ijdele was mogelijk merkbaar aan de dure pakken, compleet met zonnebril en sigaar, waarmee hij altijd op de rechtszittingen verscheen.
Don Tommaso Buscetta van de familie Porta Nuova beschreef hoe Leggio, tijdens de vergaderingen van de maffiabazen in Palermo, Don Badalamenti constant grammaticaal verbeterde wanneer deze Italiaans probeerde te praten in plaats van Siciliaans. Hij werd dan ook graag 'de professor' genoemd, alhoewel hij net zo laaggeschoold was als de rest van de Corleonesi, die vaker niet dan wel konden lezen. Hij verliet school op negenjarige leeftijd en bleef tot ver in zijn volwassen jaren analfabeet.
Op 10 maart 1948 werd vakbondsman Placido Rizzotto door drie man, op klaarlichte dag, ontvoerd. Sommige getuigen beweren dat Luciano Leggio een van die drie mannen was. In het daaropvolgende jaar bekenden twee mannen te hebben geholpen bij die ontvoering, waarna Rizzotto door Leggio zou zijn doodgeschoten en in een ravijn gedumpt.
Rizzotto zette zich in voor de emancipatie van de Siciliaanse boeren, die veelal in loondienst werkten voor de grondbezitters. Deze grondbezitters waren meestal de lokale maffiabazen, die geen behoefte hadden aan hogere looneisen of claims op hun land. Daarom wordt aangenomen dat de toenmalige baas van de Corleonesi, Don Michele Navarra, de opdracht gegeven had om Rizzotto te vermoorden. Op dat moment was Leggio ook in dienst van Navarra en zou de moord dus gepleegd kunnen hebben.
De politie vond Rizzotto en nog twee andere contacten van hem en nadat hun lichamen geborgen waren, werd Leggio op verdenking van moord gearresteerd. Na bijna twee jaar gevangen te hebben gezeten, werd de aanklacht tegen hem ingetrokken en werd hij weer vrijgelaten, omdat de getuigen hun verklaringen niet voor de rechter durfden te bevestigen. Uiteindelijk werden deze twee medeplichtige mannen toch nog vermoord. Leggio moest kort daarop onderduiken, omdat hij weer voor diezelfde moord op Rizzotto werd gezocht. Niet dat dat onderduiken veel moeite kostte, want niemand in Corleone haalde het in zijn hoofd de politie over hem of zijn verblijfplaats in te lichten. Hij moest twee keer voorkomen, maar werd bij verstek vrijgesproken wegens te weinig bewijs.
Terwijl Leggio in de tweede helft van de jaren veertig in de gevangenis zat, ontmoette hij de toen negentienjarige Totò Riina. Deze zat een straf van zes jaar uit voor doodslag en raakte al snel bevriend met Leggio. Riina zou later voor Leggio gaan werken, samen met zijn jeugdvrienden Bernardo Provenzano en Calogero Bagarella en zo de harde kern van de clan van de Corleonesi vormen.

## Aan de macht
Leggio was bezig zijn eigen factie op te bouwen en kon een paar betrouwbare krachten zoals Riina, Provenzano en Bagarella goed gebruiken. In 1956 verklaarde deze factie hun eigen Don Navarra en zijn volgelingen de oorlog, vanwege een dispuut over een te bouwen dam. Leggio en Navarra waren het niet eens over de wijze waarop hiermee geld verdiend zou kunnen worden. Navarra vond de opbrengsten van de boeren op de landerijen hoog genoeg om tegen de bouw van de dam te zijn, terwijl Leggio mogelijkheden zag geld te verdienen aan de bouw en pacht.
Op een avond in juni 1958 werd Leggio tijdens een wandeling door de velden door Navarra's mannen beschoten. Hij wist te ontsnappen en hield er slechts een kleine verwonding aan zijn hand aan over, maar het was duidelijk dat hij aan de dood ontsnapt was en dat het tijd was om te handelen.
Een paar maanden later, op 2 augustus 1958, zaten Leggio, Riina, Provenzano en nog wat andere maffiosi verdekt opgesteld langs een weg vlak buiten Corleone. Al snel kwam Navarra aangereden en de mannen openden het vuur op hem en zijn auto. Meer dan tweehonderd kogels vuurden ze af op de dokter en zijn collega Lercara Friddi (ook arts in het ziekenhuis en niet maffiagerelateerd), die toevallig met Navarra meereed. Leggio benoemde zichzelf de baas, of Don, van Corleone en de 'nieuwe Corleonesi' begonnen een klopjacht op de mannen die trouw waren aan Navarra. Deze slachting duurde bijna vijf jaar waarbij meer dan vijftig maffiosi en sympathisanten van Navarra opgejaagd en vermoord werden.
Leggio en zijn factie verpletterden letterlijk de oppositie in Corleone en namen uiteindelijk plaats in de Siciliaanse maffiacommissie, als vertegenwoordigers van de clan van de Corleonesi. De grote plotselinge toename van geweld in Corleone, in combinatie met het bloedbad van Ciaculli in Palermo, het gevolg van de Eerste Maffiaoorlog, hadden daarentegen gezorgd voor een toename van politieactiviteiten op Sicilië. Uiteindelijk werd de druk van de jagende carabinieri te hoog voor de maffiosi en moesten Leggio en zijn mannen onderduiken.
In de jaren zestig en vroege jaren zeventig was Leggio vooral bezig de macht van de Corleonesi te vergroten. Hierbij vermoordde hij iedereen die hem in de weg zat en probeerde zo de controle te krijgen over de volledige handel van en de verwerking en transport van heroïne. Het was een lucratieve handel, in de handen van de Siciliaanse maffia, die een steeds groter aandeel van de inkomsten van de Cosa Nostra werd.